# Saint-Amand-sur-Ornain
Saint-Amand-sur-Ornain é uma comuna francesa na região administrativa de Grande Leste, no departamento de Meuse. Estende-se por uma área de 6,06 km². Em 2010 a comuna tinha 52 habitantes (densidade: 8,6 hab./km²).